# 健美

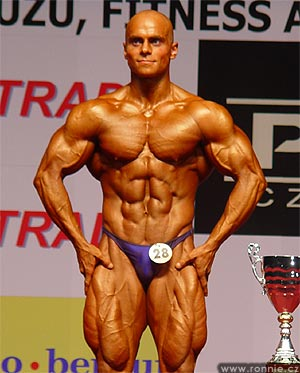
男子健美選手Lukáš Osladil（捷克）

IFBB國際健美健身總會標誌

健美（英語：Body Building）是一種漸進式阻力運動，透過肌肥大來增強、控制和發展肌肉。與舉重和健身操等類似活動不同，健美的目的主要是出於美學而不是功能性。
现代健美活动則由德国人尤金·山道开始。負重訓練是健美活动的重要訓練元素，目的是增加肌肉量及改善線條；此外，控制體內脂肪比率也是健美活動的重點，一般而言體態是否健美，與體脂肪率是否夠低、肌肉量是否夠高有絕對關係。
IFBB國際健美健身總會1946年在加拿大成立，擁有204個會員國，是世界上規模最大、最活躍的國際體育聯合會之一，目前總部在西班牙的馬德里。
早期健美比赛裁判通常由解剖学與雕塑藝術家等组成；現代健美比赛裁判則由具國際專業認證組織的IFBB國際健美健身總會各國國際裁判組成。

## 健美相關禁藥
IFBB國際健美健身總會與WADA世界反興奮劑組織簽署遵守規定遵守相關禁藥規範。

## 参看
- 健康
- 健力（力量舉）

## 外部連結
- IFBB國際健美健身總會官方網頁
- WADA世界反興奮劑組織
- CTBBF中華民國健美健身協會官方網頁
- 論健美運動與健身運動的差異與交集